# Di-isopropilamina
Di-isopropilamina é a amina secundária representada pela fórmula (CH3)2HC-NH-CH(CH3)2. Ela é mais conhecida por seu sal de lítio, a di-isopropilamida de lítio, conhecida por "LDA" (do nome em inglês, lithium diisopropylamide). LDA é uma base forte não-nucleofílica.
Di-isopropilamina pode ser secada por destilação em hidróxido de potássio (KOH) ou secada em fios de sódio ou hidreto de sódio (NaH), seguido de destilação em N2 em um recipiente seco.
Di-isopropilamina também é usada para a síntese de di-isopropiletilamina (base de Hünig), através da reação com sulfato de dietila. 